# Мусаидир, Эжени
Эжени Мусаидир (фр. Eugénie Musayidire, род. 25 декабря 1952, Руанда) — правозащитница и писательница родом из Руанды. Эжени — этническая тутси, она покинула страну в 1973 году после того, как ей угрожали экстремисты хуту; она переехала сначала в Бурунди, а затем в Германию в статусе политического беженца. В 1994 году она потеряла большую часть своей семьи и родственников во время геноцида в Руанде, события, которое она описала в своей книге 1999 года Mein Stein spricht (Мой камень говорит). В 2007 году она была удостоена Международной Нюрнбергской премии в области прав человека за свои усилия по примирению общин тутси и хуту.

## Биография
Эжени Мусаидир родилась в Руанде 25 декабря 1952 года и является этнической тутси. В 1973 году, когда она узнала, что экстремисты хуту собираются её арестовать, она бежала в Бурунди, где училась в Университете Бурунди, изучая экономику и социальные науки. В 1977 году она прибыла в Германию как политическая беженка, успешно заявив о праве на убежище. Пройдя обучение в качестве фармацевта в 1985 году, она создала семью и работала в отделе миграции и интеграции Зигбурга.
Находясь в Германии, она узнала, что её мать, семья её брата и 22 других родственника были убиты в 1994 году соседом, который когда-то был её близким другом. Приведённая в замешательство, она рассказала об этом событии в Mein Stein spricht (1999) и в 2001 году поехала в свою родную деревню в Руанде, где встретила убийцу своей матери. Поездка была предметом телевизионного документального фильма Мартина Бухгольца, Der Mörder meiner Mutter. Eine Frau will Gerechtigkeit (Убийство моей матери. Женщина ищет справедливости), получившего премию Grimme-Preis в 2003 году.
Понимая важность примирения между тутси и хуту, в 2001 году она основала «Надежду в Руанде», предлагая места для встреч и терапевтическую помощь. В 2003 году она основала «IZERE», терапевтический центр в Ньянзе, обслуживающий детей и молодёжь. В результате этих усилий на церемонии в Нюрнбергском оперном театре 30 сентября 2007 года Эжени Мусаидир была удостоена Международной Нюрнбергской премии в области прав человека.